# Homoeocera acuminata
Homoeocera acuminata là một loài bướm đêm thuộc phân họ Arctiinae, họ Erebidae.